# Gruppo da battaglia di una portaerei

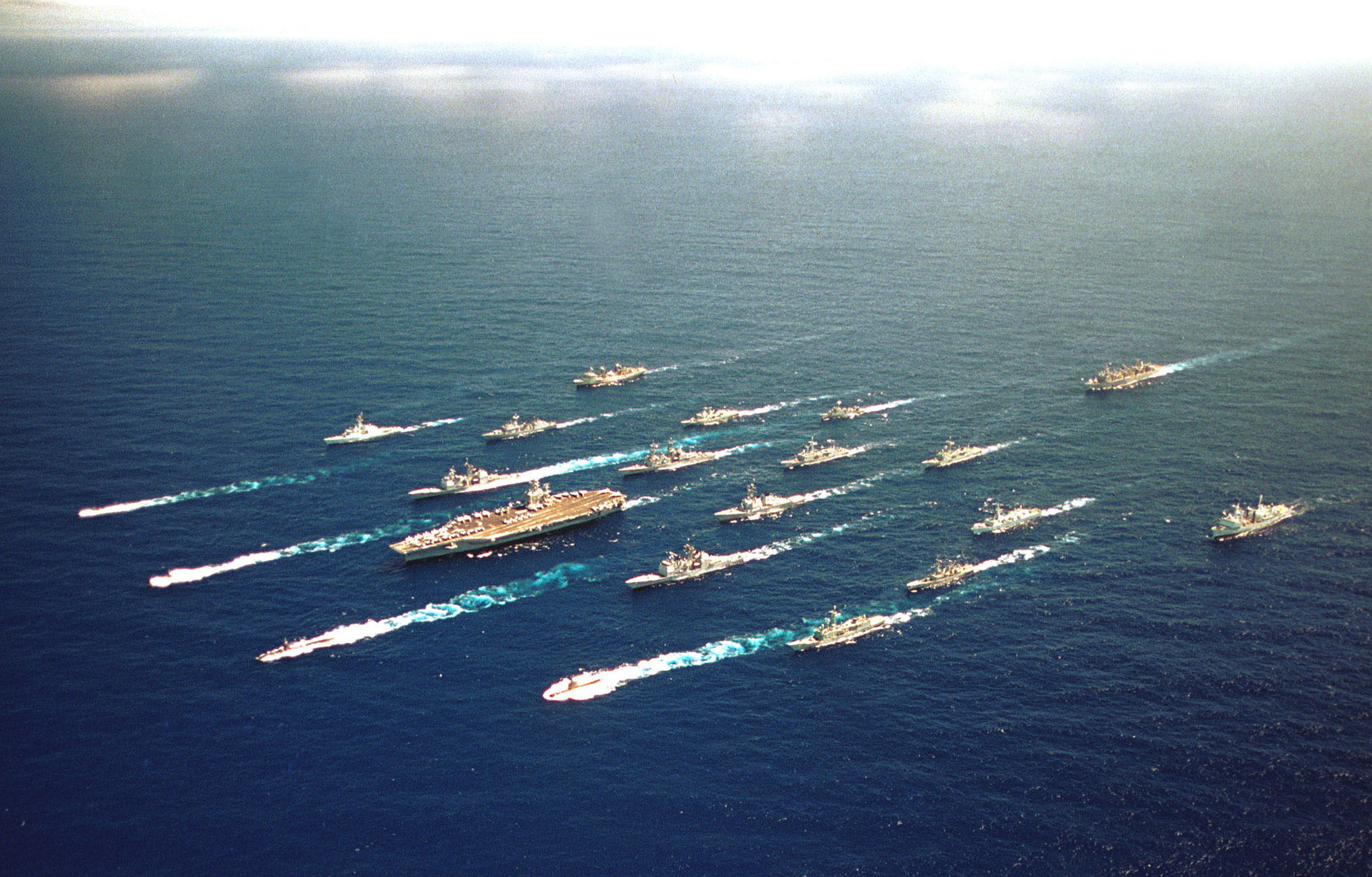
Il gruppo da battaglia Abraham Lincoln durante le esercitazioni RIMPAC del 2000

Il gruppo da battaglia di una portaerei (carrier battle group o CVBG) è la flotta di navi e sottomarini in supporto ad una portaerei.
Questo tipo di formazione è caratteristica della US Navy, che schiera ben undici gruppi da battaglia nei vari teatri navali del globo. La loro esistenza costituisce un'importante proiezione della potenza militare statunitense. L'alto numero di gruppi da battaglia riflette l'impegno (preso durante la guerra fredda) di avere il controllo degli oceani per salvaguardare le linee di approvvigionamento tra gli Stati Uniti e i suoi alleati europei.

## Storia
Il gruppo da battaglia per portaerei fu usato per la prima volta durante la seconda guerra mondiale, in particolare nelle operazioni di guerra tra gli Stati Uniti ed il Giappone nel Pacifico. I gruppi da battaglia di allora erano composti da un più alto numero di navi degli attuali. Quelle battaglie, in particolare la battaglia delle Midway, costituiscono anche tuttora gli unici esempi di combattimenti tra gruppi da battaglia di portaerei.
Durante la guerra fredda il ruolo principale dei CVBG in caso di conflitto con l'Unione Sovietica, sarebbe stato la protezione dell'Atlantico per tenere aperte le vie di comunicazione navali con l'Europa. Poiché l'URSS non disponeva di grosse portaerei, un duello tra forze aeree imbarcate non sarebbe stato molto probabile. Un pericolo maggiore per i CVBG sarebbe potuto venire da massicci attacchi con missili antinave, come quelli lanciati dall'Argentina alle forze navali britanniche durante la guerra delle Falkland.
Lo scenario maggiormente a rischio di conflitto in cui si è trovato a operare un gruppo da battaglia di una portaerei negli ultimi anni è sicuramente lo stretto di Formosa, dove è utilizzato come deterrente all'annessione con la forza dell'omonima isola da parte della Cina.

## Il futuro
Esiste un dibattito aperto tra gli esperti di guerra navale sull'utilità dei gruppi da battaglia delle portaerei nel XXI secolo. Da un lato si pone rilievo sulla loro capacità di proiettare una notevole forza militare in luoghi lontani, dall'altro si nota come la loro vulnerabilità sia aumentata nei riguardi del moderno arsenale navale (in particolare con i missili da crociera a volo supersonico e dotati della capacità di repentini cambi di rotta per evitare i sistemi antimissile).

## Struttura del gruppo da battaglia di una portaerei
La necessità della costituzione dei gruppi da battaglia nasce dal fatto che le portaerei posseggono una grande potenza nella guerra aerea, ma sono vulnerabili agli attacchi portati loro da altre navi o sottomarini. Il CVBG ha quindi il compito di proteggere la portaerei mentre essa effettua le proprie operazioni aeree per adempiere alla missione assegnata.
La portaerei può svolgere diversi ruoli, da semplice deterrente ad attacchi con truppe aerotrasportate, ad attacchi a naviglio o ad obiettivi a terra; la portaerei opera in acque internazionali ed i suoi aerei quindi non hanno bisogno di avere un aeroporto amico a terra. È la nave ammiraglia del gruppo da battaglia.
Il gruppo da battaglia non ha una formazione predefinita ma si forma e varia a seconda delle necessità della missione, così che ognuno è diverso dall'altro.
Un tipico CVBG include comunque:
- portaerei
- navi di difesa aerea (solitamente cacciatorpediniere o fregate AA)
- navi anti-sottomarino (solitamente cacciatorpediniere o fregate ASW)
- sottomarini
- navi ausiliarie

## Gruppo da battaglia di una portaerei statunitense
- 1 portaerei, classe Nimitz o classe Gerald R. Ford;
- 2 incrociatori lanciamissili, classe Ticonderoga, equipaggiati con missili Tomahawk con capacità di attacco a lungo raggio;
- 2 cacciatorpediniere lanciamissili, classe Arleigh-Burke, usati principalmente per scongiurare attacchi dall'aria AAW od attacchi sottomarini ASW;
- 2 sottomarini d'attacco classe Los Angeles, utilizzati in supporto alla ricerca e distruzione di naviglio ostile navigante sopra e sotto la superficie;
- 1 nave appoggio per rifornimenti delle classi Sacramento o Supply ed eventualmente una nave porta munizioni e una o più petroliere di squadra.

## Gruppo da battaglia di una portaerei britannica
Al giorno d'oggi la Carrier Strike Force britannica comprende le seguenti unità:
- portaerei classe Queen Elizabeth dotate di F-35B
- cacciatorpediniere classe Type 45
- fregate classe Type 23 ASW
- sottomarini classe Astute

essa, prima dell'approvazione del Strategic Defence and Security Review (2010) consisteva in
- portaerei classe Invincible
  - 18 BAE Harrier II
  - 4 elicotteri AEW Westland Sea King ASaC7
- cacciatorpediniere classe Type 42
- sottomarini classe Trafalgar

## Gruppo da battaglia di una portaerei italiana
Il gruppo da battaglia della Marina Militare Italiana non ha una composizione predefinita, in quanto si tratta di un nucleo di navi costituito per assolvere ad una specifica missione o compito. Comunque le navi che lo potrebbero comporre, sulla base della specifica missione assegnata, sono le seguenti:
- portaerei Cavour, dotata di aerei F-35B Lightning II
- cacciatorpediniere lanciamissili della classe Andrea Doria, con il compito di assicurare la protezione antiaerea
- fregate lanciamissili della classe Bergamini, per la lotta antisottomarino
- sottomarini della classe Todaro
- unità di supporto logistico classe Vulcano o classe Etna

## Gruppo da battaglia di una portaerei francese
Composizione del groupe aéronaval
- la portaerei Charles de Gaulle (R 91) e il suo gruppo aereo imbarcato (GAE) composto da circa 40 aeromobili
  - Rafale M della Flottille 12F destinati ad intercezione e superiorità aerea e della Flottille 17F (dal settembre 2011) destinati all'attacco terrestre e navale, alla ricognizione e alla dissuasione nucleare (con l'ASMP)
  - Super Étendard Modernisé della Flottille 11F (e della Flottille 17F fino al settembre 2011) destinati all'attacco terrestre e navale, alla ricognizione e alla dissuasione nucleare (con l'ASMP)
  - E-2C Hawkeye della Flottille 4F destinati al controllo aereo
  - Dauphin Pedro della Flottille 35F destinati a SAR e trasporto
- da 1 a 2 fregate anti-aeree (Cassard o Horizon)
- 2 fregate anti-sottomarino F70
- 1 fregata della classe La Fayette
- 1 sottomarino nucleare d'attacco - SNA (Classe Rubis)
- 1 nave petroliera-rifornimento (Classe Durance), solitamente la Meuse (A 607)